# Primera Junta (subte de Buenos Aires)
Primera Junta es una estación de la línea A del Subte de Buenos Aires. 
Fue la cabecera original de la línea hasta diciembre de 2008 cuando se inauguró la extensión de esta línea hacia el oeste con dos nuevas estaciones, llegando por primera vez al barrio de Flores.

## Ubicación
La estación está ubicada debajo de la Plaza Primera Junta en la intersección de la Avenida Rivadavia con las calles Del Barco Centenera y Rojas, en el barrio porteño de Caballito. Se trata de una zona comercial en la que se encuentra un centro comercial, un complejo de cines y diferentes galerías con comercios de variados rubros, generando movimiento durante todo el día. También puede encontrarse zonas recreativas y varias instituciones educativas.

## Historia
Esta estación pertenece al cuarto tramo de la línea inaugurado el 1 de julio de 1914, que unía esta estación y la de Plaza de Mayo, recibiendo originalmente el nombre de Caballito.
Desde aquí parten los trenes hacia el Taller Polvorín donde se les hace el mantenimiento, recorriendo las calles Emilio Mitre, Hortiguera y la Avenida Directorio por la superficie. Ese mismo recorrido es utilizado los fines de semana y feriados por el Tramway Histórico de Buenos Aires, un viaje educativo de dos kilómetros a bordo de tranvías restaurados brindado por la Asociación Amigos del Tranvía que evoca el sistema tranviario que recorría la ciudad hasta 1963. 
El proyecto de la futura línea I contempla una combinación entre ambas líneas en esta estación. La cola de maniobras es original, ya que se separa entre los laterales de la rampa de salida al exterior, donde antaño salía el tranvía que continuaba la A. Esas dos colas de maniobras laterales subterráneas son las que actualmente se están utilizando para unir a los nudos de ambos túneles los nuevos túneles provenientes del oeste de la nueva extensión de la línea A.
El nombre de la estación homenajea al primer gobierno patrio surgido después de la Revolución de Mayo. La Primera Junta estaba presidida por Cornelio Saavedra y la integraban ilustres figuras como Manuel Belgrano, Mariano Moreno y Juan José Paso.
A partir de la inauguración de las estaciones Puán y Carabobo, el andén que solo se utilizaba como cochera se empezó a utilizar para las formaciones con dirección a Plaza de Mayo, mientras que el andén que se usaba hasta ese momento quedó solo para aquellas formaciones con dirección a San Pedrito. En ocasiones, alguna formación que proviene de la estación Acoyte se detiene en el andén central, obligando a los pasajeros que continúan el viaje a San Pedrito a descender y esperar el próximo tren que continúe el recorrido.

## Hitos urbanos
- Mercado del Progreso
- Plaza Primera Junta
- Estación Caballito del Ferrocarril Sarmiento
- Parque Rivadavia

## Imágenes

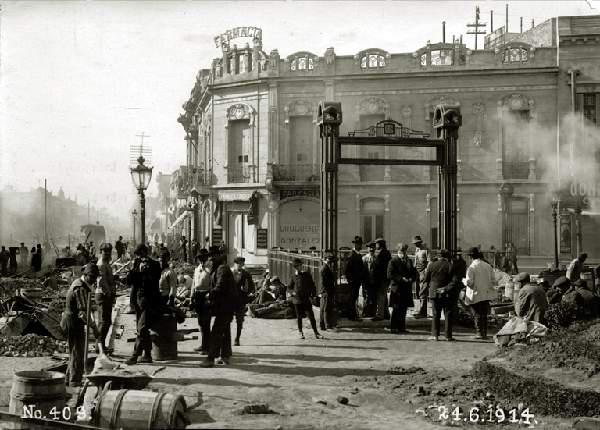
Construcción de la entrada
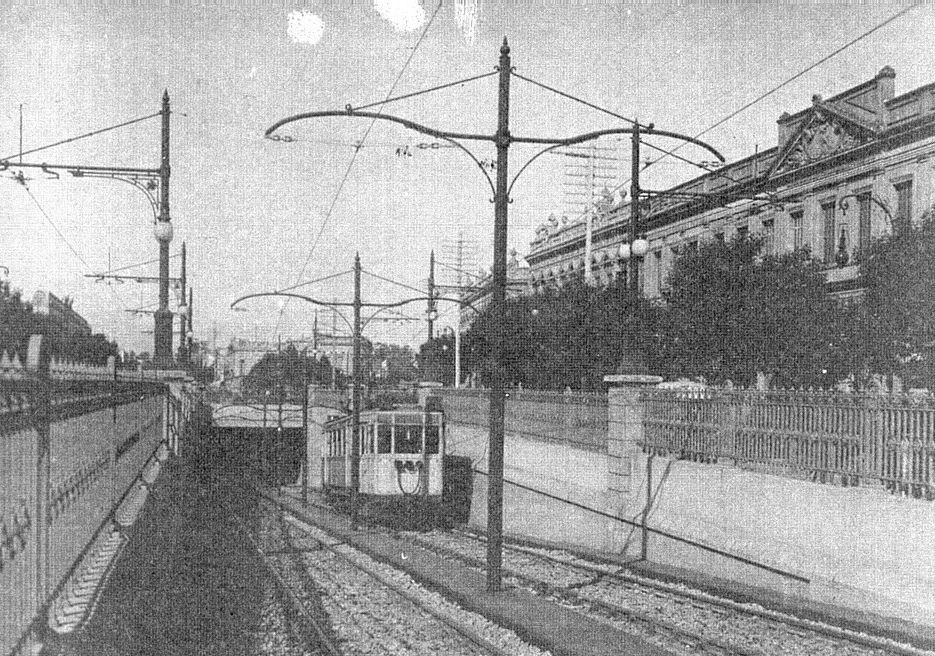
Saliendo a Rivadavia en 1913
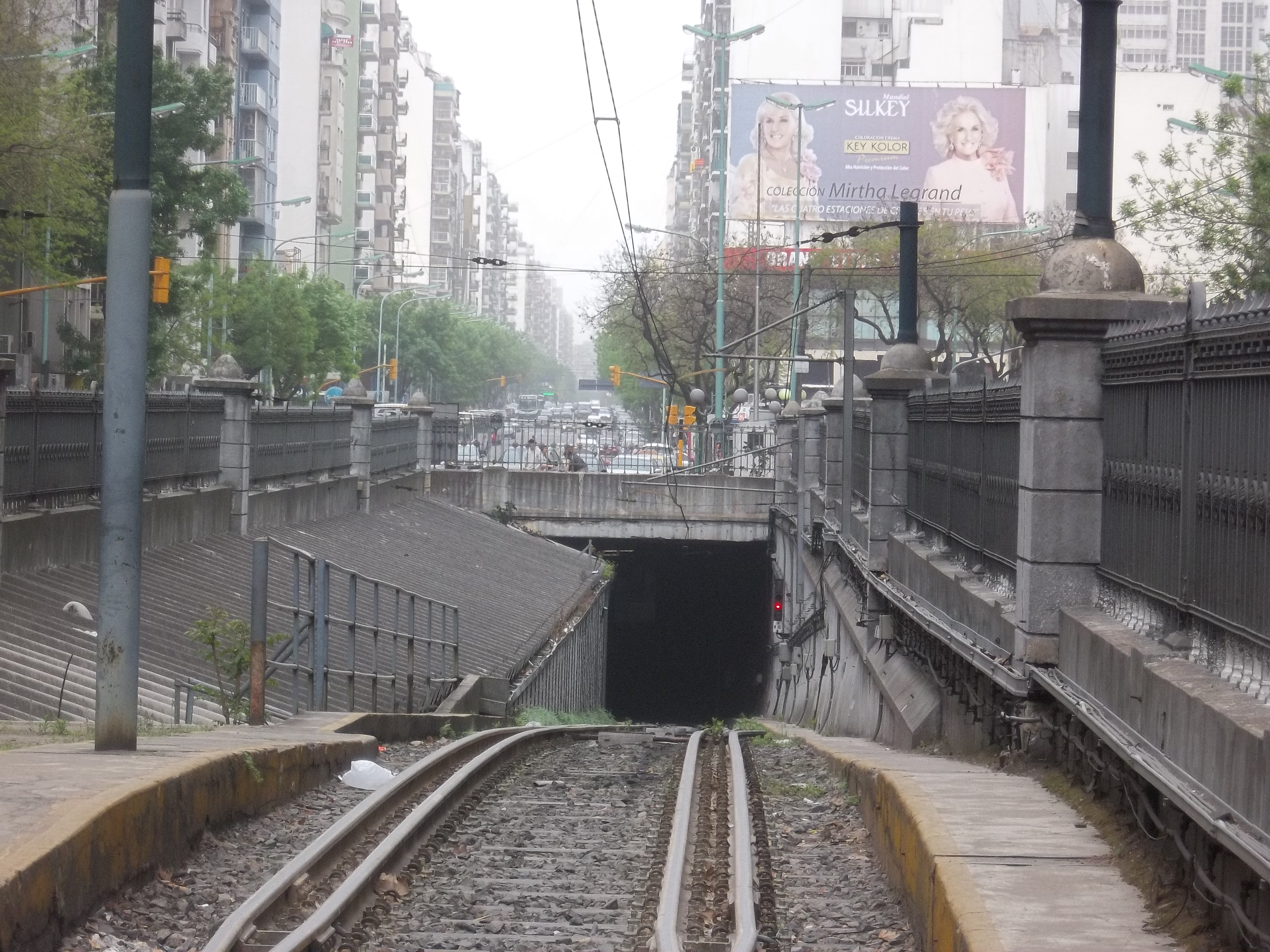
La misma rampa en 2011
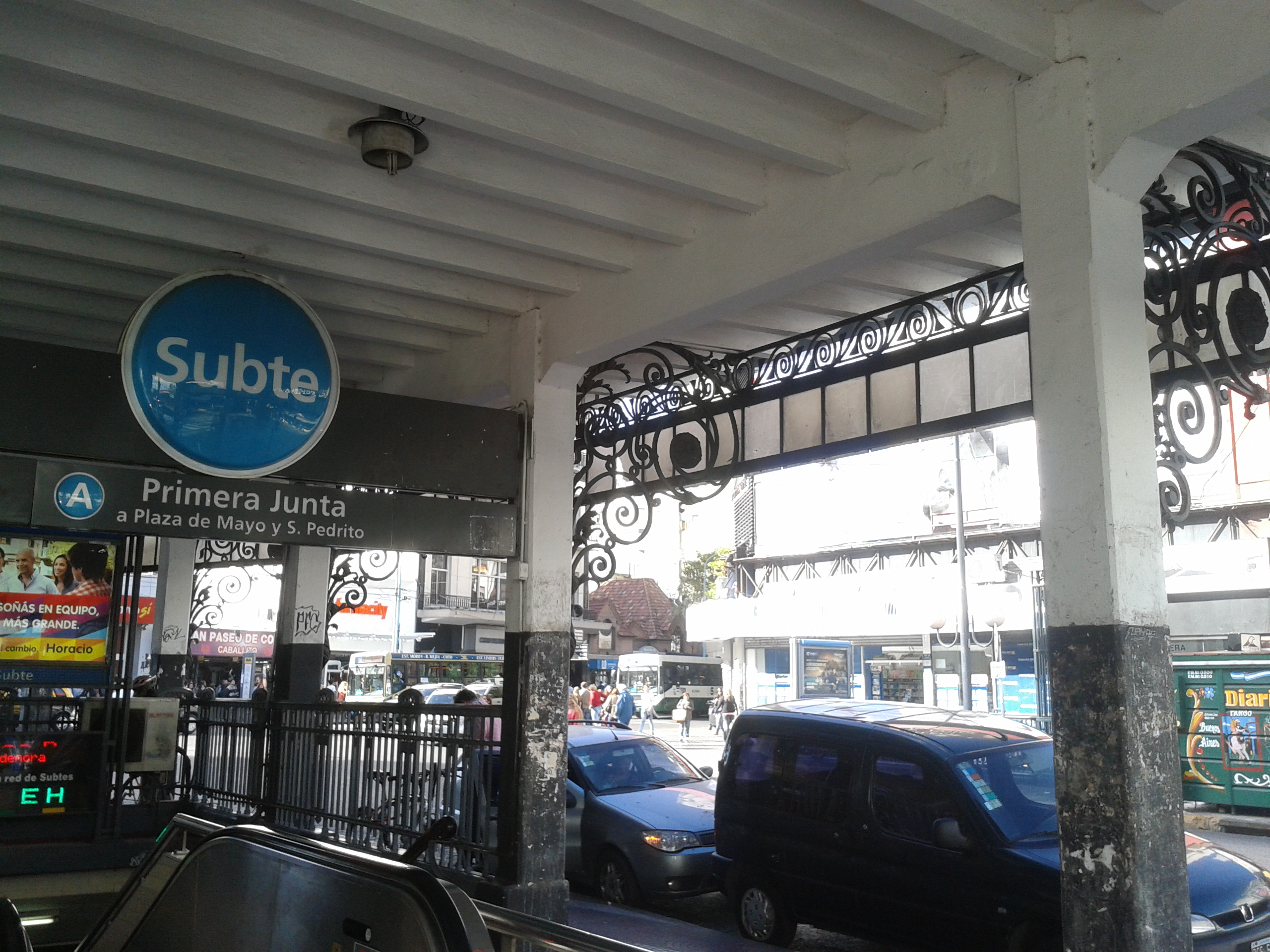
Acceso desde la Plaza Primera Junta
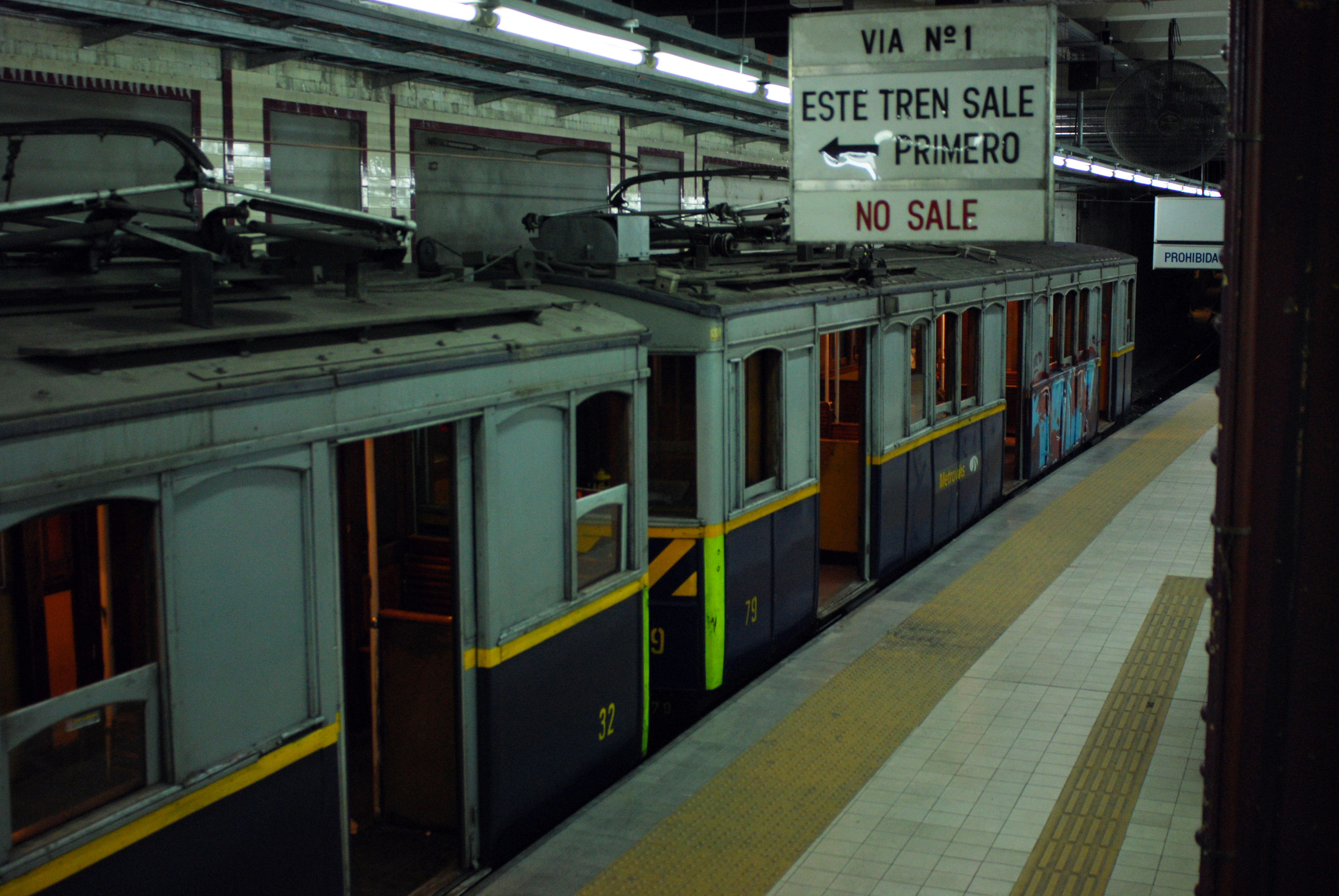
Coche La Brugeoise estacionado
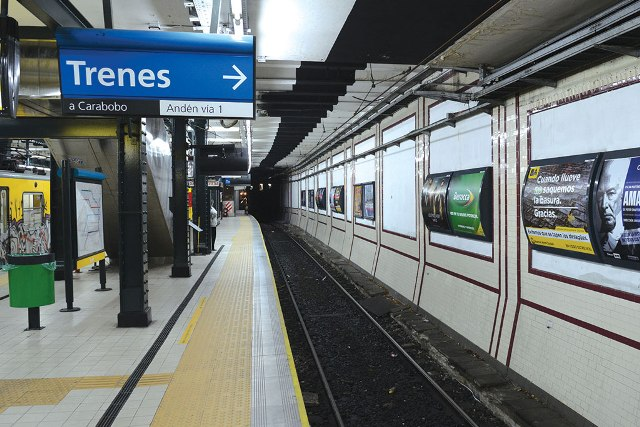
Borde del andén ascendente
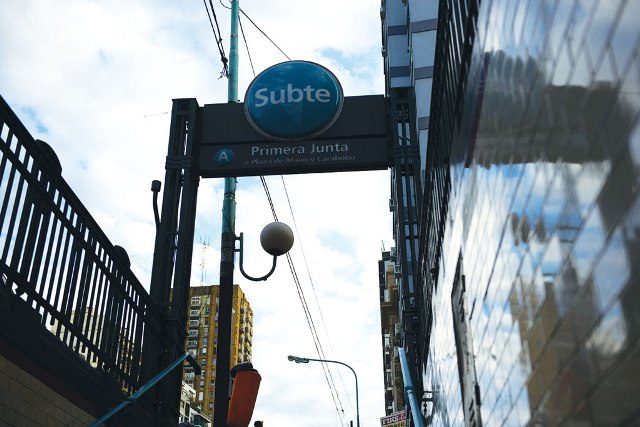
Salida a la calle